# Liu Jianjun
Liu Jianjun (en chino: 刘坚军; Ningbo, 5 de enero de 1969) es un deportista chino que compitió en bádminton.
Participó en los Juegos Olímpicos de Atlanta 1996, obteniendo una medalla de bronce en la prueba de dobles mixtos (junto con Sun Man). Ganó una medalla de bronce en el Campeonato Mundial de Bádminton de 1995, en la misma prueba.

## Palmarés internacional
| Juegos Olímpicos   | Juegos Olímpicos         | Juegos Olímpicos  | Juegos Olímpicos |
| Año                | Lugar                    | Medalla           | Prueba           |
| ------------------ | ------------------------ | ----------------- | ---------------- |
| 1996               | Atlanta (Estados Unidos) | Medalla de bronce | Dobles mixto     |
| Campeonato Mundial |                          |                   |                  |
| Año                | Lugar                    | Medalla           | Prueba           |
| 1995               | Lausana (Suiza)          | Medalla de bronce | Dobles mixto     |